# Luanda International Jazz Festival
Luanda International Jazz Festival, ook bekend als Luanda Jazz Fest, is een jaarlijks jazzfestival in Luanda (Angola). Het festival had voor de eerste keer plaats in 2009.
Het festival wordt eind juli, begin augustus gehouden in Cine Atlantico. Het relatief jonge festival heeft beroemde gasten gehad, zoals McCoy Tyner, Gary Bartz, George Benson, Dee Dee Bridgewater, Cassandra Wilson, Joe Sample, Randy Crawford, Abdullah Ibrahim, Manu Dibango en de groep Yellowjackets. Ook hebben er Angolese musici gestaan, zoals Ricardo Lemvo, Afrikkanitha, Sandra Corderio en Dodo Miranda, alsook de in Mozambique geboren gitarist Jimmy Dludlu.